# 恩施许家坪国际机场
恩施许家坪国际机场是位于中华人民共和国湖北省恩施土家族苗族自治州恩施市的一座机场，距市区约4.5公里。机场于1986年动工修建，1993年11月28日建成交付使用。恩施许家坪机场的机场扩建工程于2008年1月完工。扩建工程完工之后，机场具有起降波音737型飞机的能力。
因2020年新冠肺炎湖北省疫区封锁措施，恩施许家坪机场暂时关闭，一直至3月25日复航。2023年該機場之旅客流量為1,594,802人次。

## 航空公司与航点
2025夏秋航季
| 航空公司           | 目的地                                                 |
| ------------------ | ------------------------------------------------------ |
| 中国南方航空（CZ） | 武漢、广州                                             |
| 中国东方航空（MU） | 武汉、上海虹桥、银川、贵阳、南昌、北京大兴、台州、温州 |
| 首都航空（JD）     | 南京、杭州、武汉、西安、海口                           |
| 华夏航空（G5）     | 武汉、榆林、呼和浩特                                   |
| 长龙航空（GJ）     | 西宁、兰州、西安、宁波、杭州、深圳、广州               |
| 瑞丽航空（DR）     | 天津、昆明                                             |
| 春秋航空（9C）     | 上海浦东、济南、成都天府                               |
| 桂林航空（GT）     | 珠海、郑州                                             |
| 西部航空（PV）     | 河内                                                   |
| 越捷航空（VJ）     | 胡志明市                                               |
| 匈奴航空（MR）     | 烏蘭巴托（旅遊包機）                                   |